# Gara Oravița
Gara Oravița, cunoscută și drept Gara Oravița Română, este un monument istoric aflat pe teritoriul orașului Oravița. Este prima gară din România. Construcția gării a fost finalizată în anul 1847. Construirea gării din Oravița a avut loc concomitent cu construirea primei linii de cale ferată din România, și anume calea ferată Oravița – Răcășdia – Vrăniuț – Berliște – Milcoveni – Iam – Straja – Iasenova – Biserica Roșie – Biserica Albă – Vracevgai – Socol – Baziaș, o investiție de cinci milioane de florini. Această cale ferată a fost construită în perioada 1846-1854, cu doar 16 ani mai târziu decât prima linie de cale ferată din lume (Liverpool – Manchester 1830).

## Galerie

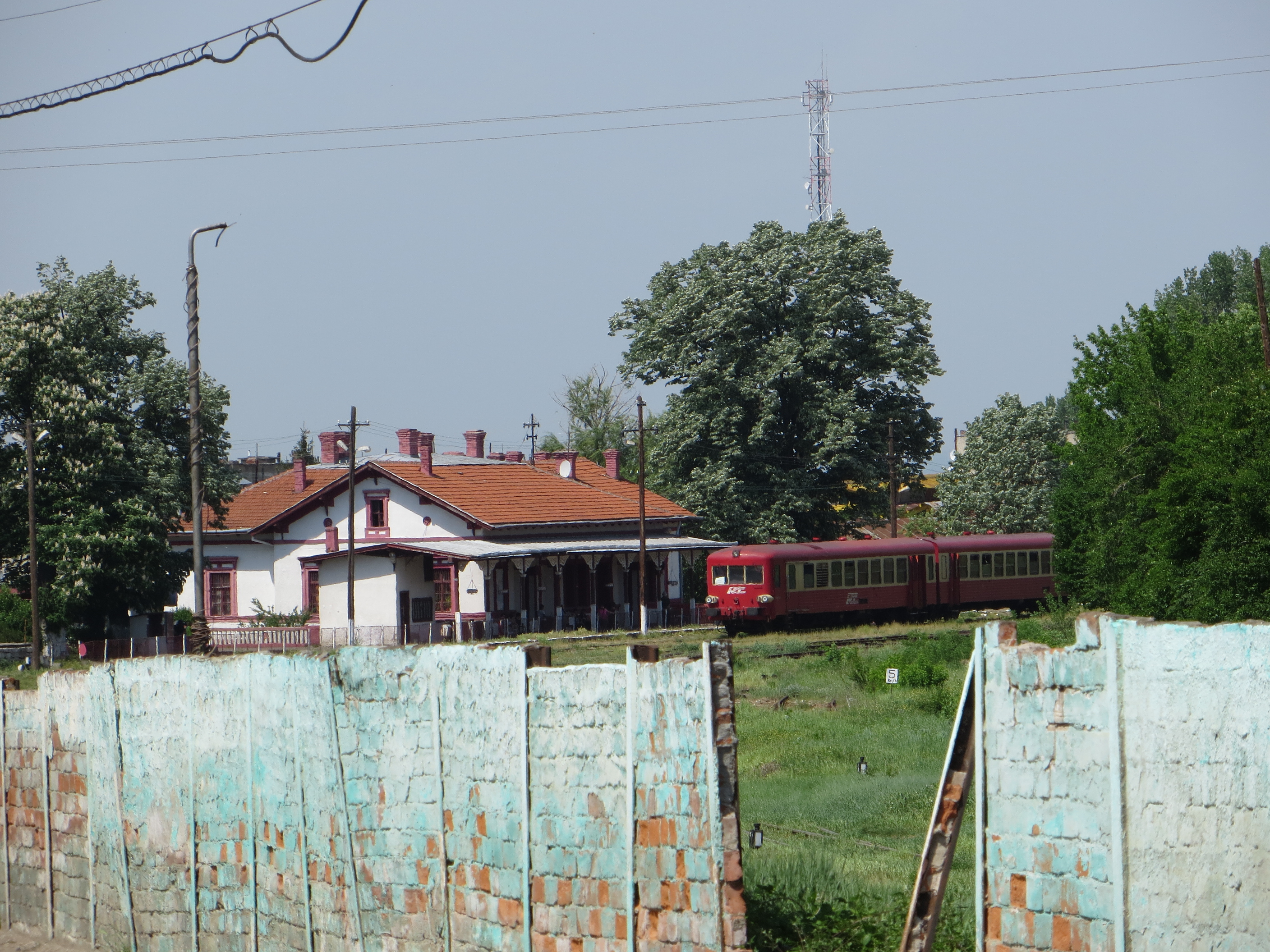
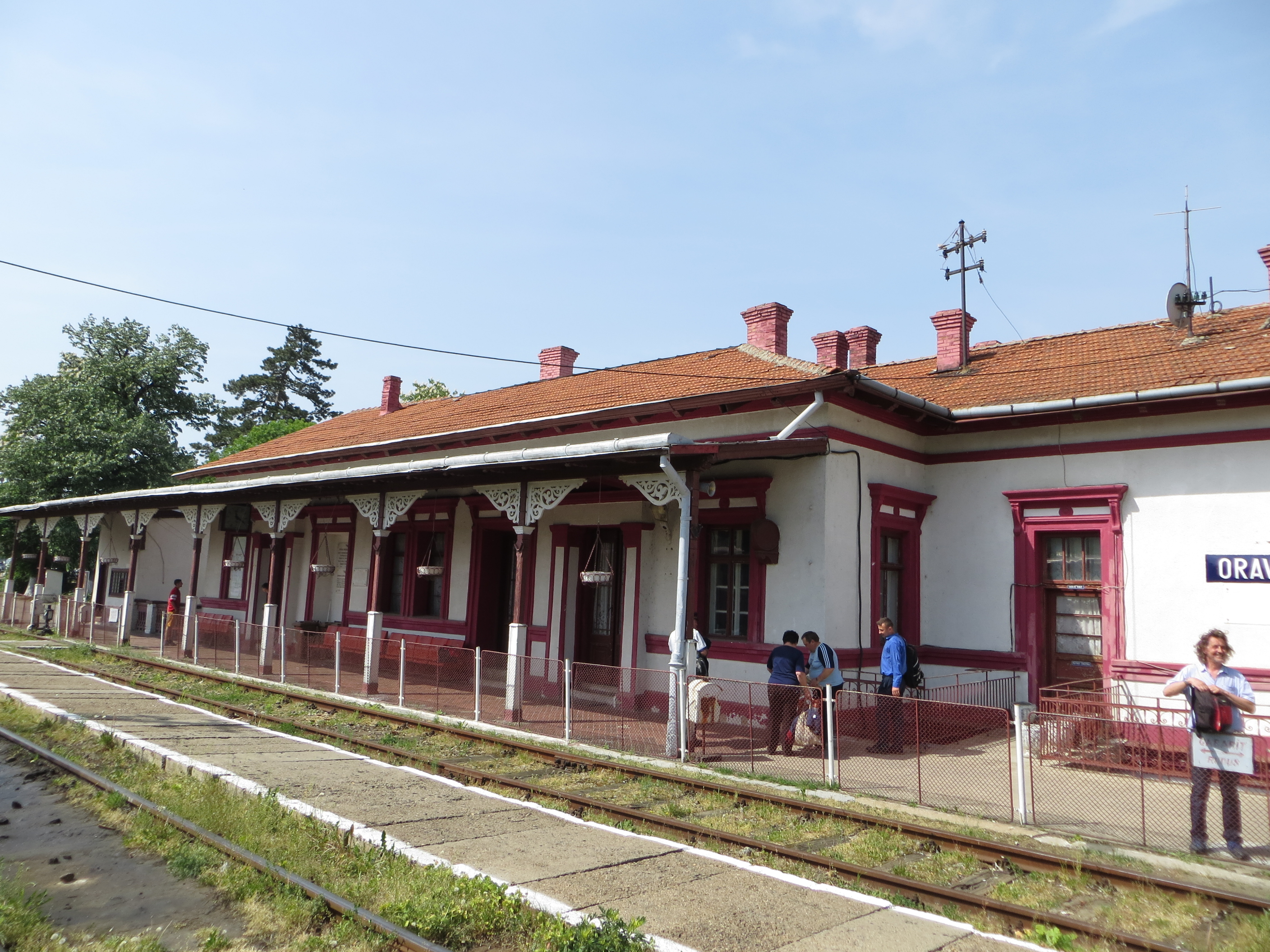
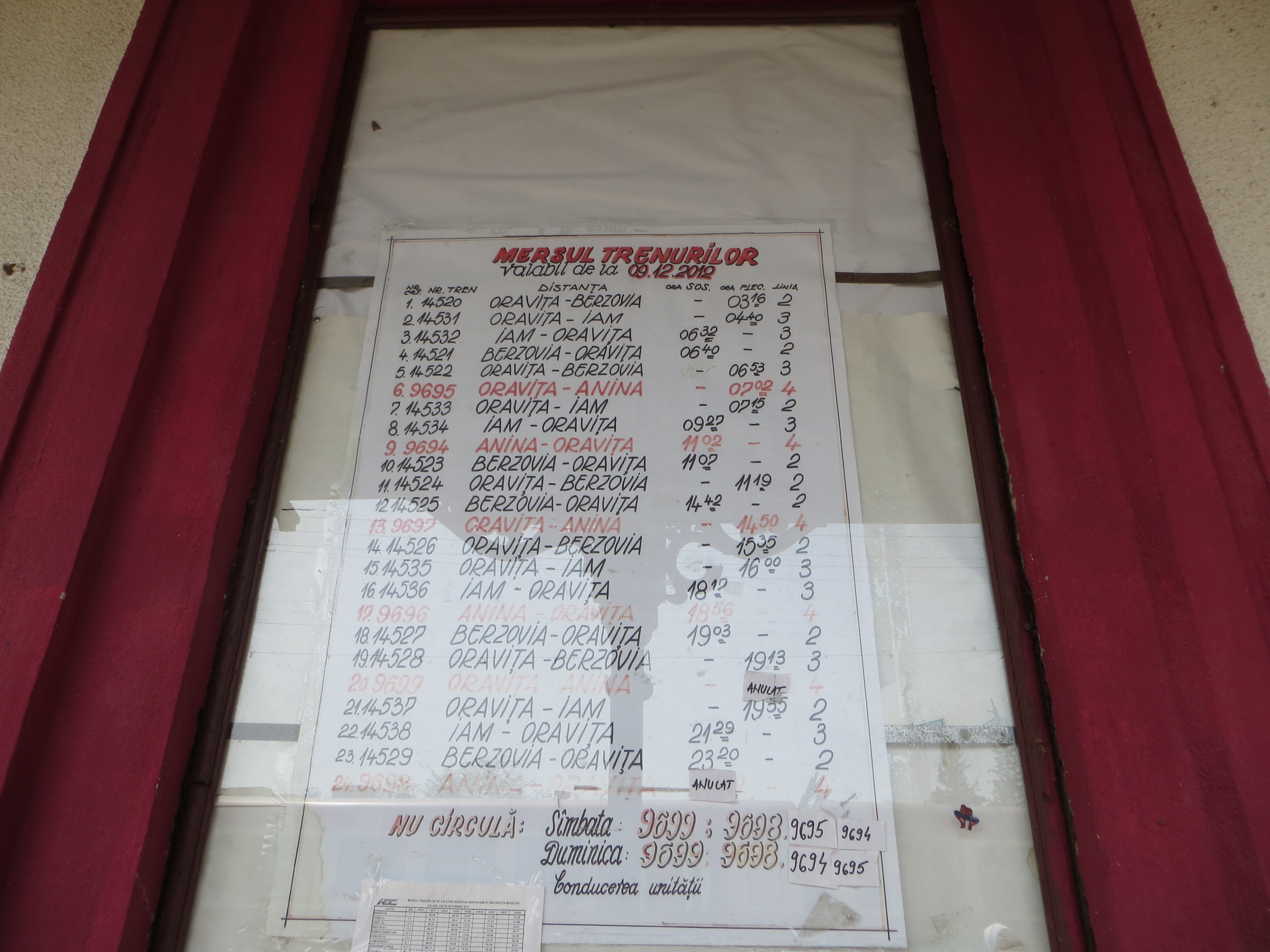
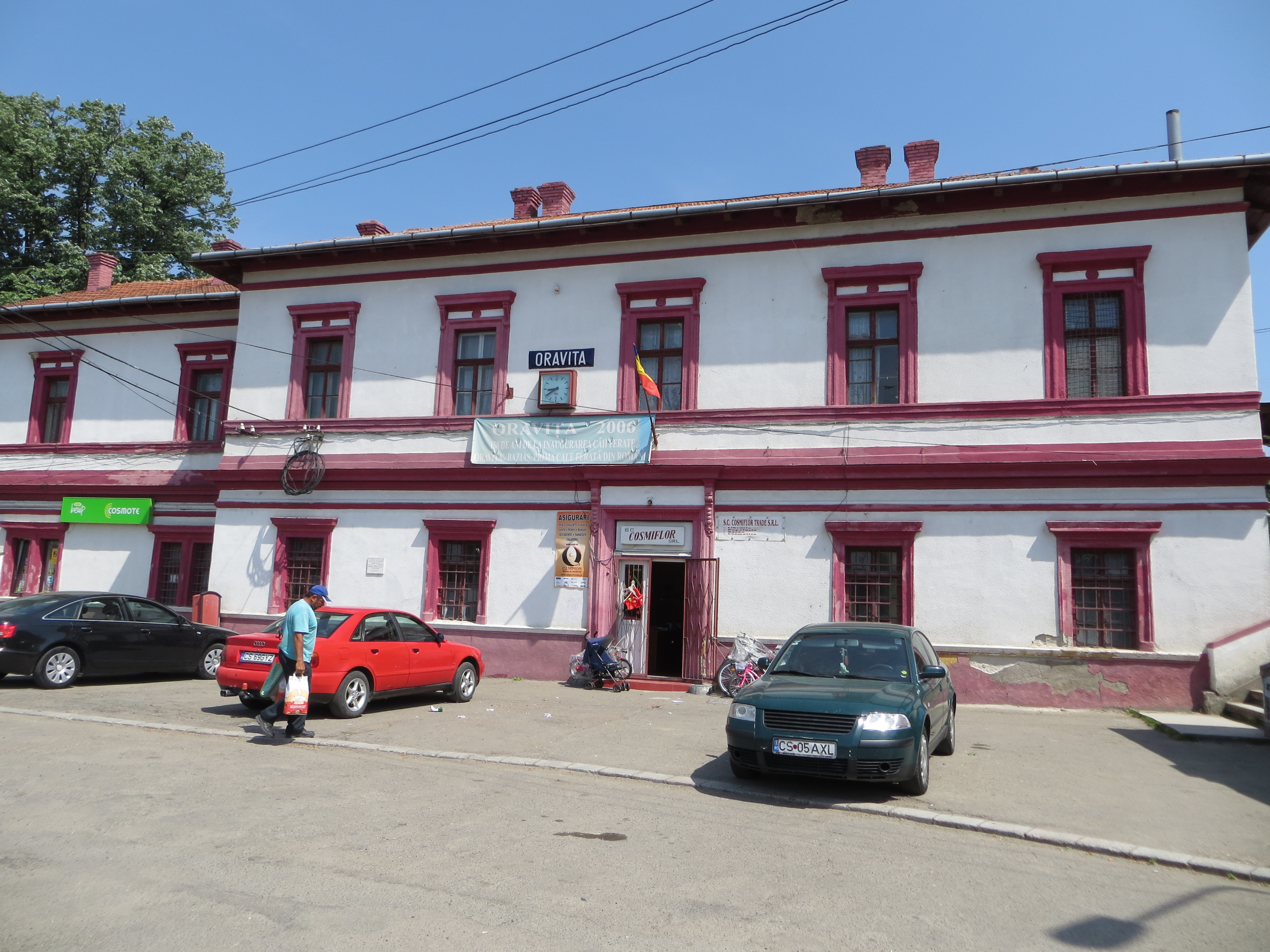
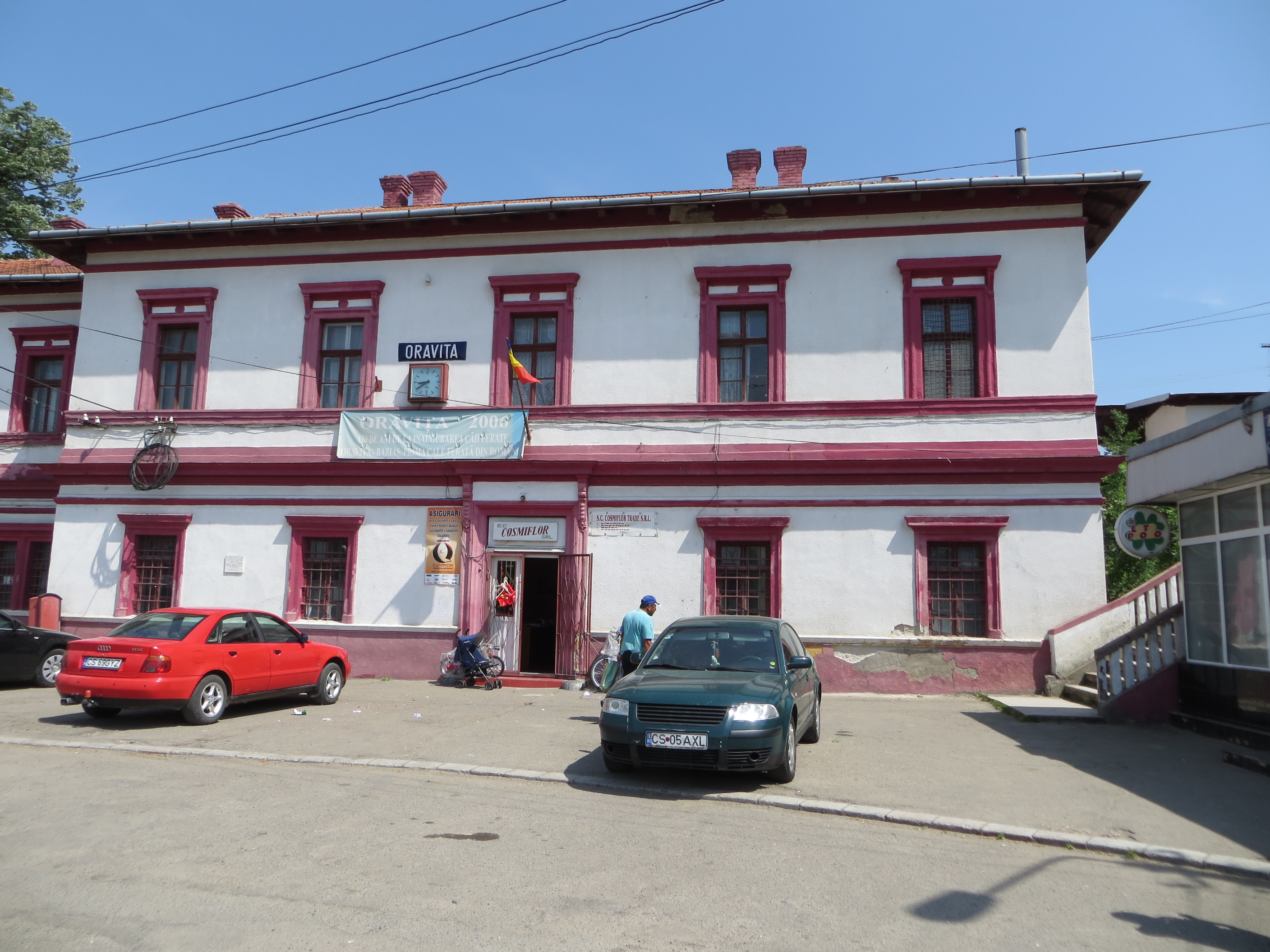